# Янтарное (Приднестровье)
Янта́рное (рум. и молд. Iantarnoe, укр. Янтарне) — село в Каменском районе непризнанной Приднестровской Молдавской Республики. Вместе с селом Рашково входит в состав Рашковского сельсовета.
Село основано 17 июля 1981 года.